# Казе Лучиди (Терамо)
Казе Лучиди (итал. Case Lucidi) је насеље у Италији у округу Терамо, региону Абруцо.
Према процени из 2011. у насељу је живело 26 становника. Насеље се налази на надморској висини од 194 м.